# Георги Шейтанов (футболист)
Вижте пояснителната страница за други личности с името Георги Шейтанов.
Георги Шейтанов (роден на 24 ноември 1972 г.) е бивш български футболист, вратар. Играл е за Славия (София), Монтана, Академик (София), Спартак (Плевен), Левски (София), Локомотив (София), Вихрен (Сандански), Загорец (Нова Загора), Миньор (Перник) и гръцките отбори ПАС Янина и Левадиакос.
Баща е на вратаря на Септември (София) Димитър Шейтанов.

## Биография
През по-голямата част от състезателната си кариера Шейтанов е резерва в отборите, в които играе. За близо 20 години записва по-малко от 200 мача. Юноша на Славия (София), като дебютира за първия състав през сезон 1991/92. Част от състава на „белите“ в продължение на 4 години, в които изиграва общо 29 мача в А група.
През 1995 г. преминава в Монтана. След това играе също за втородивизионния Академик (София), както и за Спартак (Плевен).
През лятото на 1997 г. е привлечен в Левски (София). Носи екипа на клуба в продължение на 5 години. Става трикратен шампион на България и трикратен носител на купата. По време на престоя си в Левски е резерва на Димитър Иванков, а след привличането и на Георги Петков през 2001 г. става трети избор под рамката на вратата. Поради тази причина записва едва 18 официални срещи за Левски – 9 в А група и 9 за купата.
През 2002 г. преминава в елитния гръцки ПАС Янина, където регистрира 12 участия през сезон 2002/03. След това играе за Локомотив (София), Левадиакос, Вихрен (Сандански), Загорец (Нова Загора) и Миньор (Перник). Прекратява кариерата си на 37-годишна възраст.
През 2021 г. е треньор на вратарите в националният отбор на България в щаба на Ясен Петров.

## Статистика по сезони
- Славия – 1991/92 – A група, 1 мач
- Славия – 1992/93 – A група, 15 мача
- Славия – 1993/94 – A група, 6 мача
- Славия – 1994/95 – A група, 7 мача
- Монтана – 1995/96 – A група, 11 мача
- Академик (Сф) – 1996/ес. - Б група, 8 мача
- Спартак (Пл) – 1996/97 – A група, 15 мача
- Левски (Сф) – 1997/98 – A група, 3 мача
- Левски (Сф) – 1999/пр. - A група, 1 мача
- Левски (Сф) – 1999/00 – A група, 3 мача
- Левски (Сф) – 2001/пр. - A група, 1 мач
- Левски (Сф) – 2001/02 – A група, 1 мач
- ПАС Янина – 2002/03 – А'Етники Категория, 12 мача
- Локомотив (София) – 2003/04 – A група, 10 мача
- Левадиакос – 2004/05 – B'Етники Категория, 2 мача
- Вихрен – 2005/ес. - A група, 7 мача
- Загорец – 2006/пр. - Б група, 9 мача
- Вихрен – 2006/07 – A група, 20 мача
- Вихрен – 2007/08 - A група, 29 мача
- Миньор (Перник) – 2008/09 - A група, 1 мач

## Успехи
Левски (София)
- А група –  Шампион (3): 1999/00, 2000/01, 2001/02

- Купа на България –  Носител (3): 1997/98, 1999/00, 2001/02